# Harkebrügge
Harkebrügge is een plaats in de Duitse gemeente Barßel, deelstaat Nedersaksen, en telt 2130 inwoners (2005).
Al in de Jonge Steentijd was deze locatie bewoond. Het dorp lag aan een handelsroute Emden-Osnabrück van de Duitse Hanze.